# 朝鮮・ロシア友情橋
朝鮮・ロシア友情橋（ロシア語: Мост Дружбы、中国語: 朝俄国境友谊桥、朝鮮語: 우정의 다리 / 友情의 다리）は豆満江を跨いでロシア連邦沿海地方ハサン地区にあるハサン駅と朝鮮民主主義人民共和国羅先特別市先鋒区域にある豆満江駅を結ぶ全長400メートルの鉄道橋である。両国では軌間が異なるため四線軌条となっているものの、2018年5月時点及び2021年2月時点、橋上の一部で1435 mmの標準軌の二線が敷設されておらず、1520 mmのロシア軌間のみが運用されている。

## 歴史
ソビエト連邦と朝鮮民主主義人民共和国を結ぶ鉄道は1952年に開通したが、開通当初は豆満江を跨ぐ区間は木製の簡易橋であった。これを置き換える形で建設され、1959年8月9日に開通した。今日に至るまで朝露両国を結ぶ唯一の陸路である。
当鉄橋は高度が低いため、中国領内の防川港から日本海に出るにあたって障壁となり、日本海で漁を行う大型漁船と新潟市との間の国際貨客船が運航できない状態であった。1990年代に中国の提案により国連開発計画（UNDP）主導で始まった「豆満江開発計画」以来、中国側はロシアと北朝鮮の両国に当鉄橋を改造するように一貫して主張し続けてきた。しかし、政治的な理由からロシア・北朝鮮の両国は未だに同意していない。
2009年から2011年にかけて両国の国境から羅津港にかけての54kmの改良工事が行われ、2011年10月13日に完成し、2013年9月22日に完成式典が行われた。
2017年10月にはロシア鉄道が出資するトランステレコム社により当鉄橋経由で北朝鮮領内まで光ケーブルが敷設された。これに伴い従来から用いられていた中朝友誼橋経由の中国聯合通信社のケーブルへの依存度を下げることが可能になった。
2020年、北朝鮮当局は新型コロナウイルス感染症の世界的流行を阻止するために事実上国境を閉鎖、橋を行き交う列車は途絶えた。 2021年2月、北朝鮮国内で勤務していたロシア大使館員および家族が、トロッコを使って国境を越え帰国する映像が公開。映像に移る橋上の線路は錆びついているものの、橋の上にはトロッコを押す人が歩く足場板が設置されており、何らかの利用もしくは維持管理が行われていることが示唆された。
2022年11月、アメリカが発表した衛星写真から、ロシアから北朝鮮に向けて限定的ながら貨物列車が運行されたことが確認された。アメリカ当局は、この貨物列車でロシアによるウクライナ侵攻で必要となった弾薬等が輸送されたと指摘している。

## 参照項目
- ロシア鉄道
- 朝鮮民主主義人民共和国の鉄道
- バラノフスキー・ハサン鉄道
- 琿春市 - 朝鮮・ロシア友情橋全体と日本海を同時に見られる街
- 豆満江線
- 中朝友誼橋
- 露朝国境

## ギャラリー
- 防川風景区から朝鮮・ロシア友情橋と日本海を望む
- 防川風景区内の展望台にある三カ国辺境記念
- ハサン駅周辺と奥に見える日本海
- 奥に見えるのはロシア側の建物と線路
- 豆満江の最下流にあるモーターボート乗り場
- 豆満江から見る朝鮮・ロシア友情橋
- 豆満江から龍虎閣を眺める